# Caffè Florian

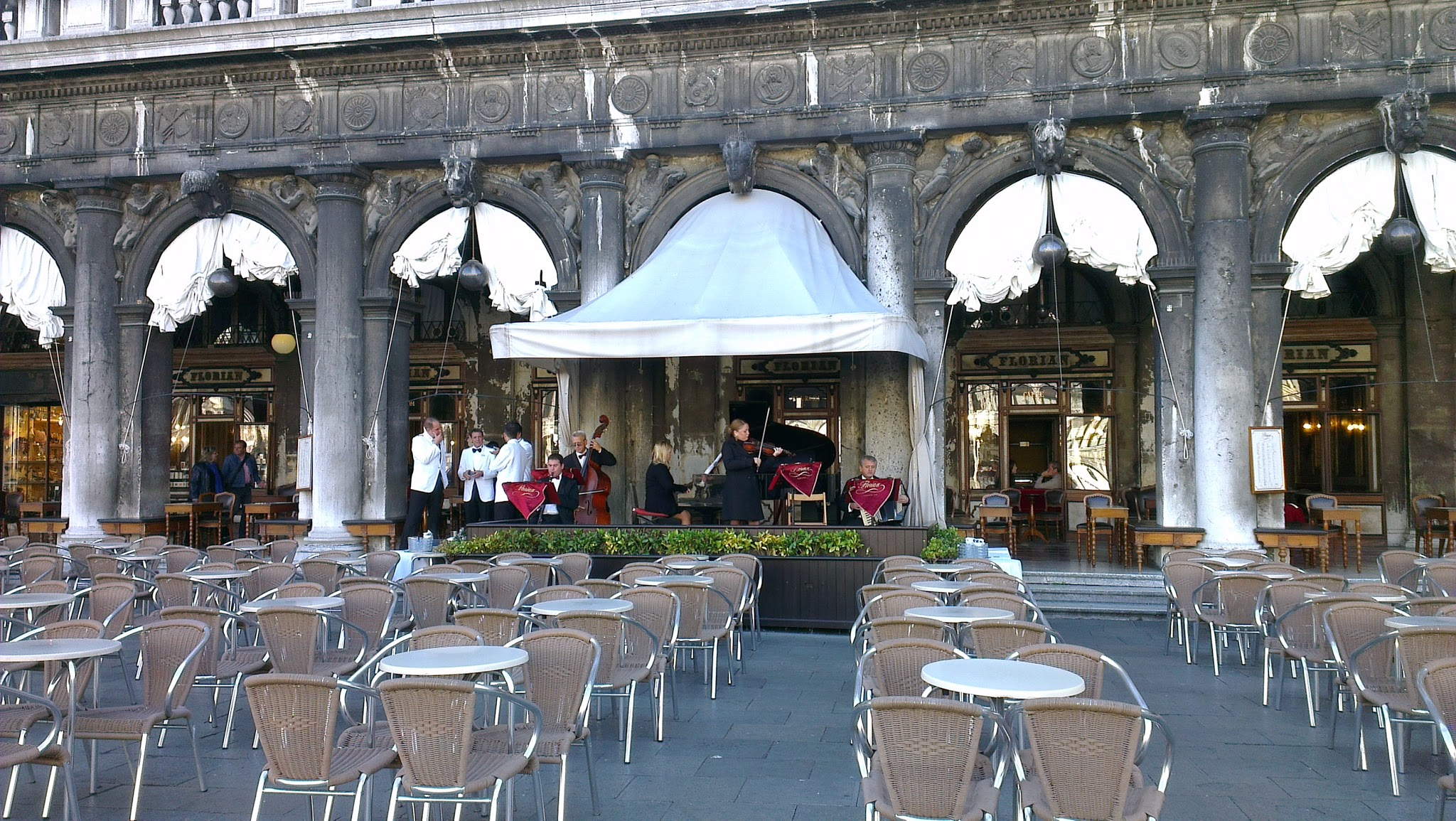
Caffè Florian op het San Marcoplein in Venetië

Het Caffè Florian (18e eeuw) is een koffiehuis in Venetië, Noord-Italië. Het café bevindt zich aan het centrale San Marcoplein, in de wijk San Marco, met name op het gelijkvloers van het historisch pand der procuratoren van San Marco. Het koffiehuis organiseert regelmatige muzikale events, zowel tijdens het Carnaval van Venetië als daarbuiten.

## Naam
- Florian is de voornaam van de eerste eigenaar Floriano Francesconi, in het Venetiaans dialect.
- Nochtans had de stichter een andere naam bedacht: Alla Venezia Trionfante of in het Nederlands Bij het Triomferende Venetië. Deze naam geraakte snel in onbruik.

## Historiek
Op 29 december 1720 opende Floriano Francesconi zijn koffiehuis. Dankzij handel met de Ottomanen kwam koffie beschikbaar in Venetië. Het koffiehuis bood al in de 18e eeuw wijnen uit Cyprus of andere buitenlandse wijnen aan. Reeds snel werd het een ontmoetingsplaats voor patriciërs, artiesten en zakenlui. Zo waren vaste gasten Carlo Goldoni, Johann Wolfgang Goethe en Giacomo Casanova in een periode dat Caffè Florian het enige lokaal in Venetië was waartoe vrouwen toegang hadden. Ook Eleonora Duse, Gabriele d’Annunzio, Marcel Proust, lord Byron, Claude Monet en Charles Dickens waren gasten van het Caffè Florian. Tijdens het Revolutiejaar 1848 werden gekwetsten verpleegd in het Caffè Florian.
In 1858 en volgende jaren drong een grondige renovatie zich op. Lodovico Cadorini was de verantwoordelijke architect. Hij creëerde vier riante salons in het café: Sala Orientale (Oosterse Zaal); Sala del Senato (Senatoriale Zaal); Sala Greca (Griekse Zaal) en Sala Cinese (Chinese Zaal). In een latere restoratiegolf in de jaren 1870 kwamen daar nog bij: Sala degli Uomini Illustri (Zaal van Beroemde Mannen) en Sala degli Stagioni (Zaal der Seizoenen), een zaal met vier vrouwenfiguren ook genoemd Sala degli Specchi (Spiegelzaal). Elk van deze zalen werd verlucht met muurschilderingen en ingelijste portretten. Giulio Carlini was de meest gevraagde kunstschilder.
In 1895 organiseerden de eigenaars voor het eerst een kunsttentoonstelling. Zij deden dit ter ere van koning Umberto I en koningin Margaretha van het verenigd Italië. Dit was de voorloper van de Biënnale van Venetië.
Sinds de 20e eeuw worden er regelmatig café-concerten georganiseerd. Ontmoetingen met artiesten van moderne kunst horen hier ook bij. Het café heeft ook een luxe-winkel en souvenirshop. De driehonderdste verjaardag werd niet gevierd (2020) vanwege de COVID19 pandemie.Het café was daardoor dicht op het moment dat dit gevierd had moeten worden.

## Enkele beelden van het interieur

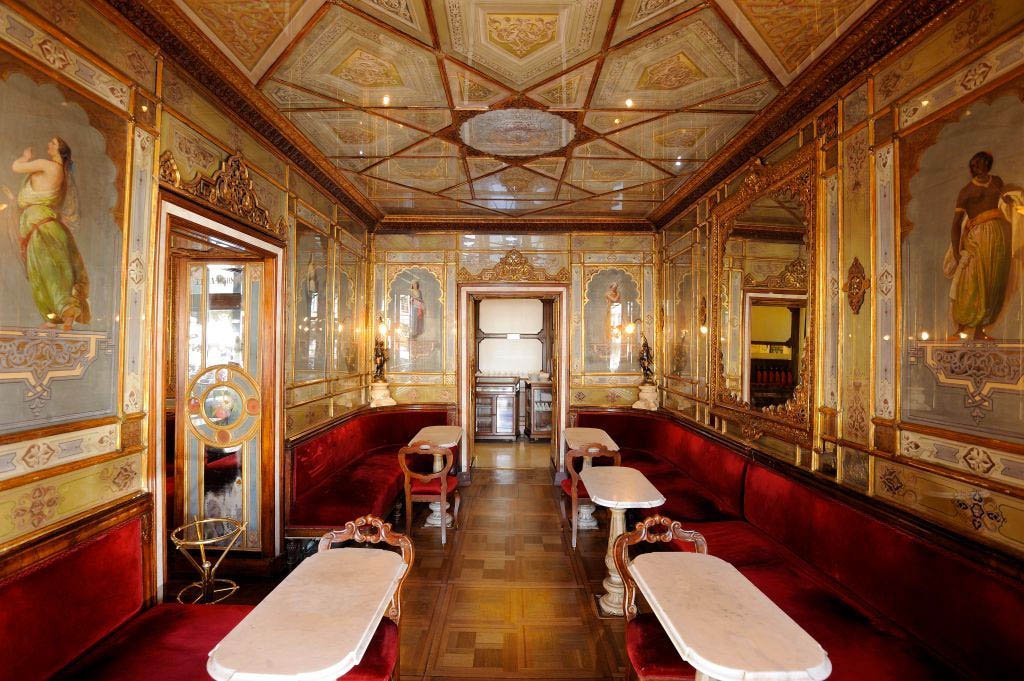
Sala Orientala
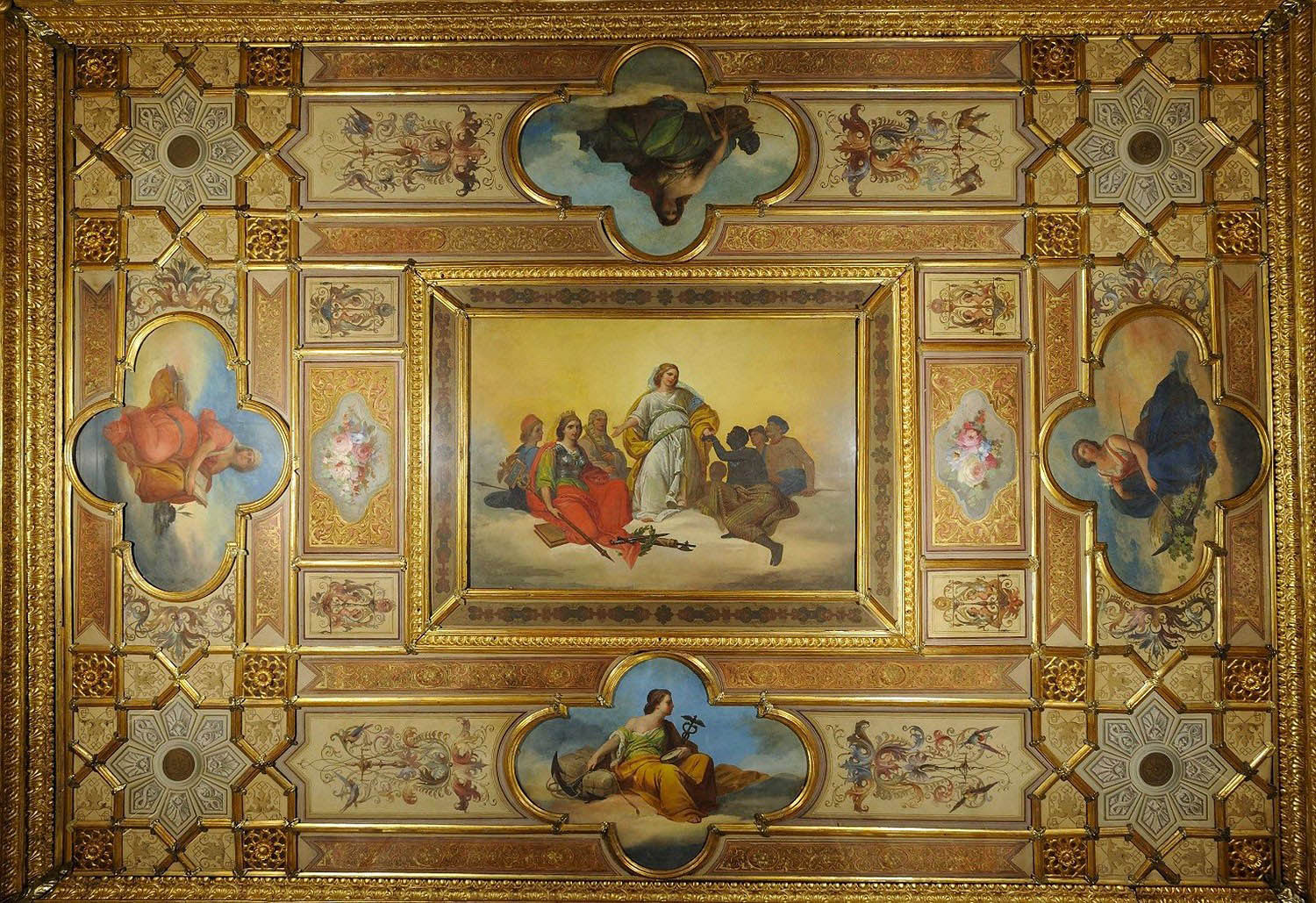
Plafond van de Sala del Senato
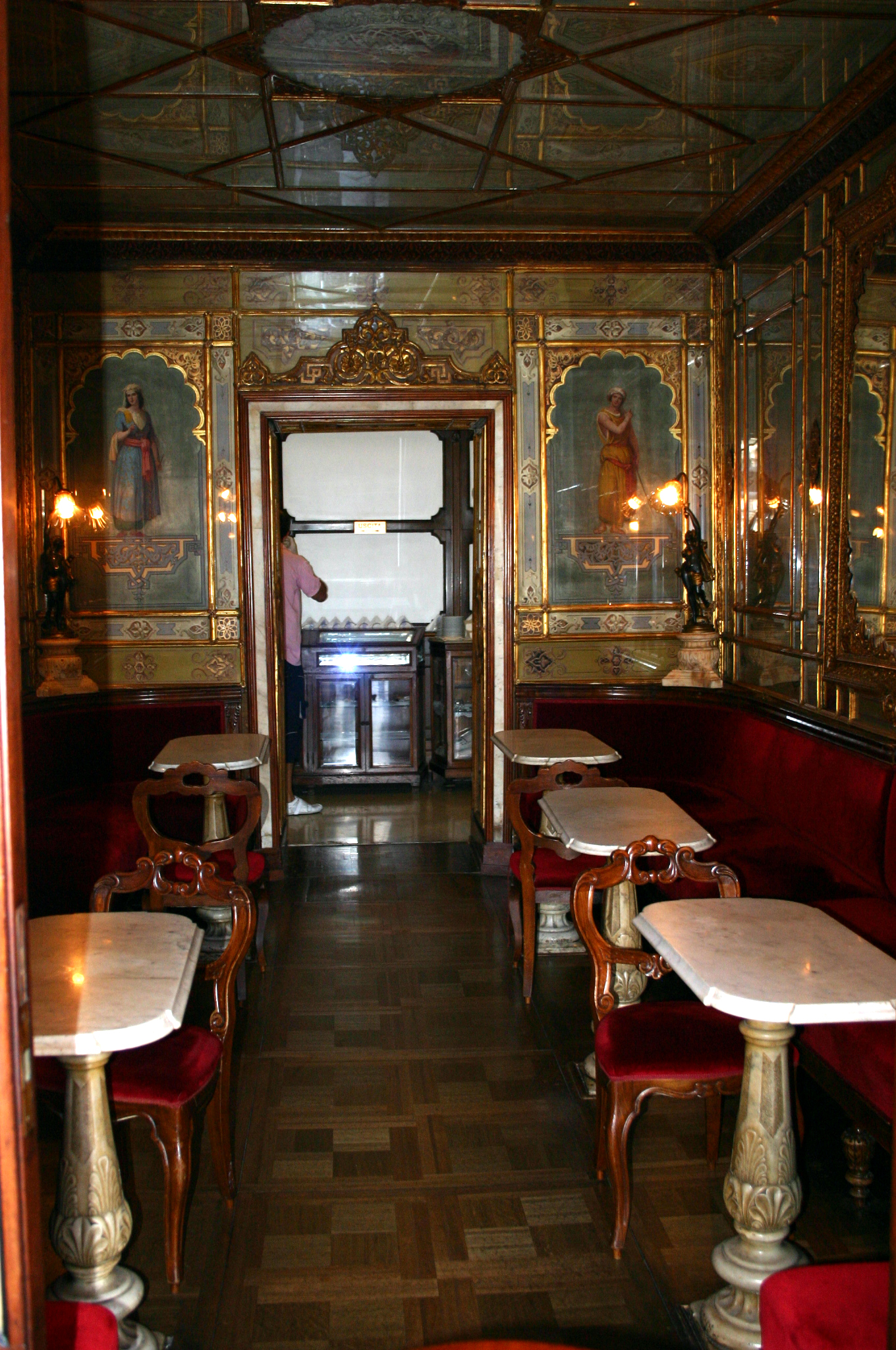
Sala degli Stagioni